# Matthias Withoos

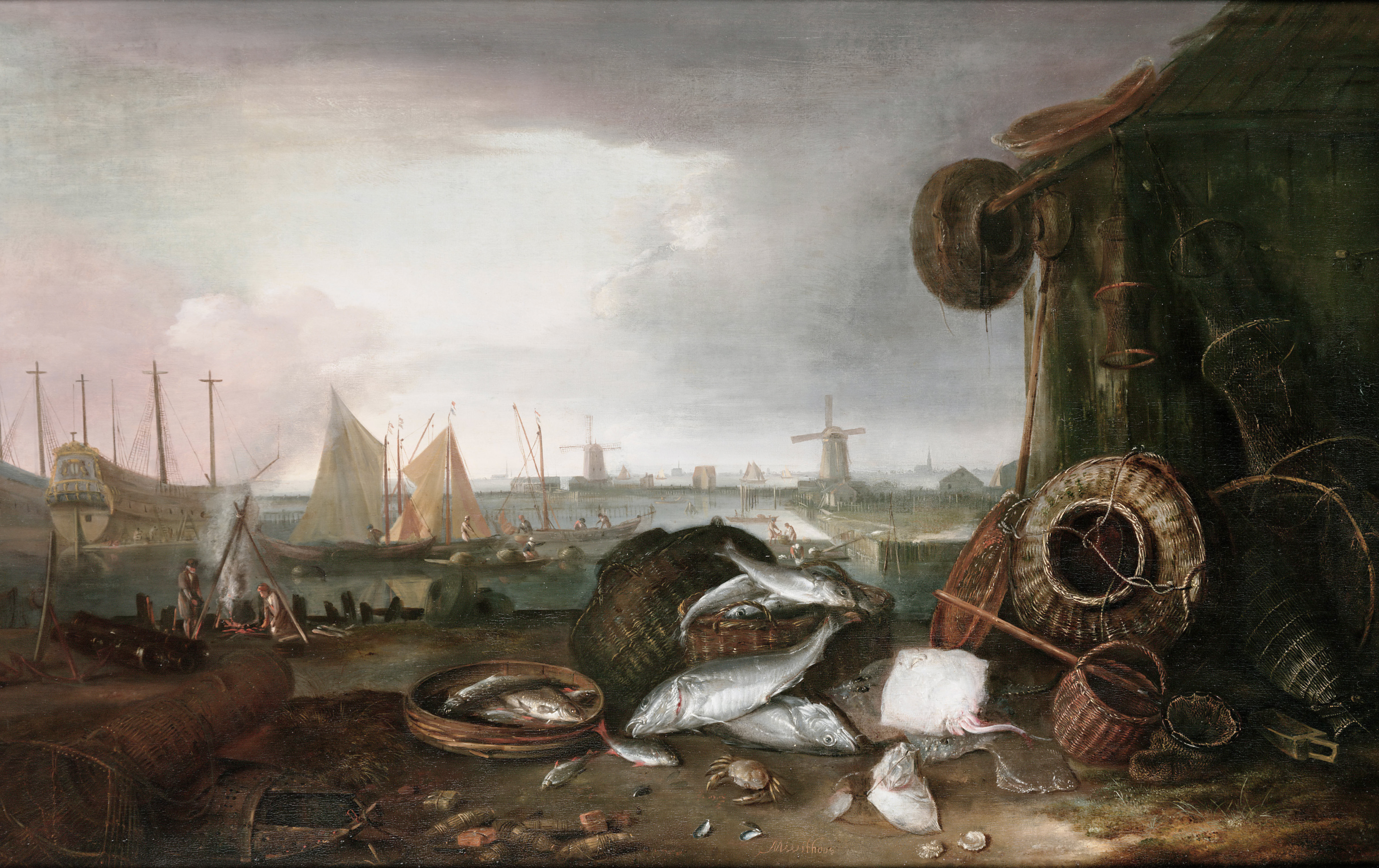
De Grashaven

Mathias Withoos (naamvarianten: Matthijs Withoos, Matthias Withoos, M. Calzetti en onder zijn bentnaam Calzetta Bianca) (Amersfoort, 1627 - Hoorn, 1703) was een Nederlands kunstschilder van onder meer stillevens en stadsgezichten.

## Levensloop
Withoos volgde zijn schildersopleiding bij Jacob van Campen, die even buiten Amersfoort op het buitengoed Randenbroek een schildersschool had. Hij werd aldaar, in 1647, meester in het Sint-Lucasgilde. Het jaar daarop maakte Withoos met Otto Marseus van Schrieck en enkele andere schilders een reis naar Florence en Rome, waar zij zich aansloten bij de Bentvueghels, een vereniging van voornamelijk Nederlandse en Vlaamse kunstenaars werkzaam in Rome. In dit ongedwongen en drinkgrage genootschap bestond de gewoonte elkaar te voorzien van een bijnaam, de zogenaamde 'bentnaam'. Withoos kreeg de bijnaam Calzetta Bianca (= witte sok).
Withoos' werk viel in de smaak bij kardinaal Leopoldo de Medici, van wie hij verschillende opdrachten kreeg. In 1650 reisde hij terug naar zijn geboortestad en deed rond 1652 waarschijnlijk op de terugweg Lyon aan. Toen Franse troepen Amersfoort in het 1672 bezetten, week Withoos uit naar Hoorn, waar hij zou blijven wonen tot zijn dood in 1703.
Verschillende van Withoos' acht kinderen, te weten Pieter, Johannes, Frans en Alida (van Maria Withoos is tot op heden geen schilderij of tekening bekend), traden in hun vaders voetsporen. Hun vader was hun leermeester. Caspar van Wittel was ook een leerling van hem. Jacob van Staverden was tot 1672 waarschijnlijk ook een leerling.

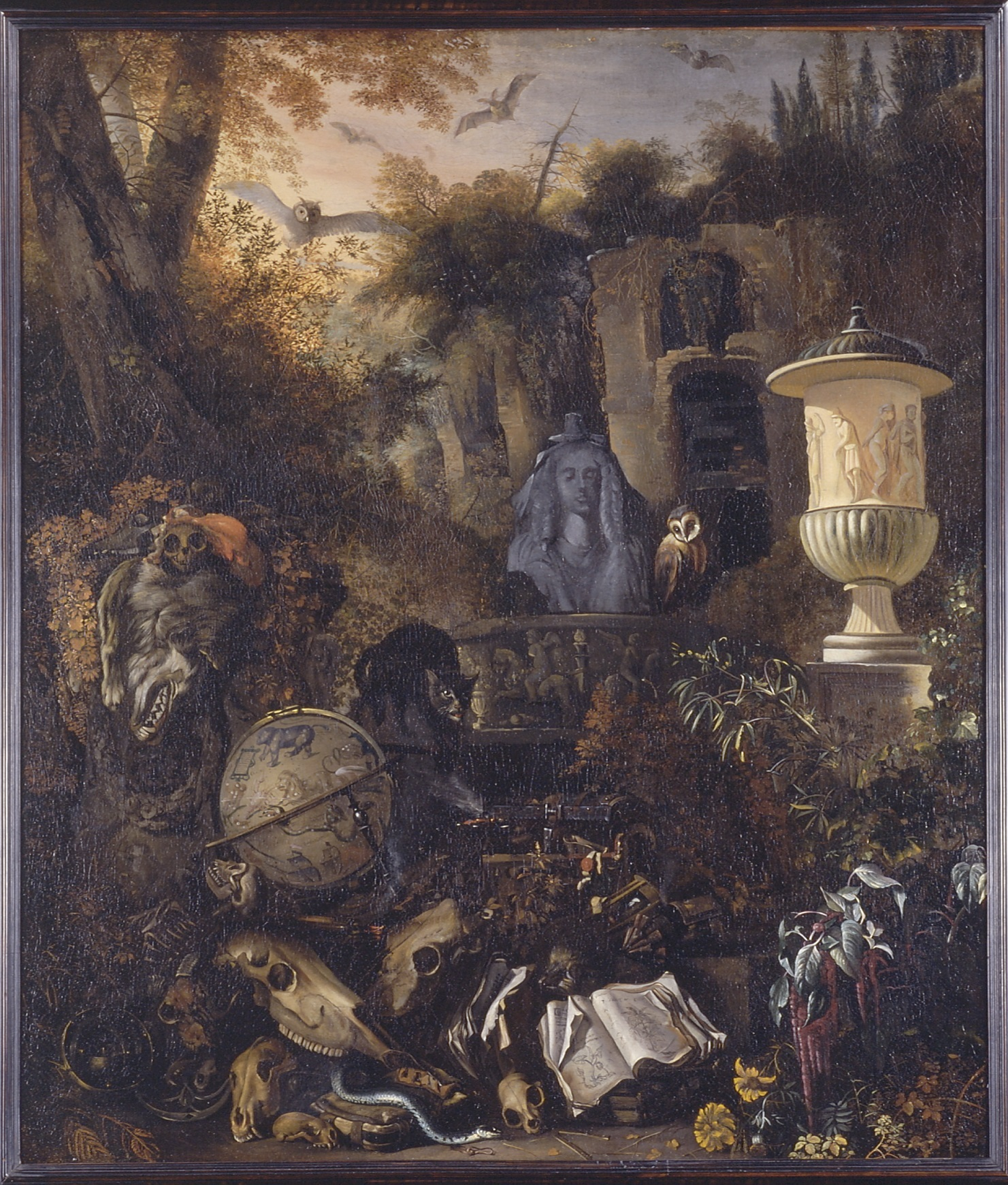
Vanitas symbolen in een landschap, 1658

## Werken
Withoos stond vooral bekend om zijn italianiserende landschappen en stadsgezichten, maar schilderde ook stillevens, waaronder bloem- en plantenstillevens, bosstillevens, jachtstillevens, vanitasstillevens, visstillevens en portretten.
Zijn vroege stillevens met planten vertonen een verwantschap met het werk van Otto Marseus van Schrieck. Tegen de tijd dat hij naar Hoorn verhuisde had hij een eigen gevarieerde stijl ontwikkeld van italianiserende landschappen bij zonsondergang met een kleurrijke achtergrond tot parkachtige omgevingen met stillevens van planten op de voorgrond. Withoos ontwikkelde ook een eigen variatie op het vanitasstilleven door symbolen van vergankelijkheid in een Italiaanse parkomgeving te plaatsen.
Het schilderij Gezicht op Amersfoort werd in 2001 verworven door het Amersfoortse Museum Flehite. Dit 2,5 × 4 m grote werk behoort tot de grootste stadsgezichten van Nederland. In het Westfries Museum in Hoorn bevonden zich, tot ze eind 2005 werden gestolen, twee versies van De Grashaven. Sinds 2015 heeft het museum een nieuw schilderij van hem: Zuiderzeedijk bij Schardam, het is verworven van de familie Van Foreest die het 340 jaar in het bezit heeft gehad.
Het gezin Withoos en het schilderen van Gezicht op de stad Amersfoort waren het onderwerp van de roman Ander licht van Rosita Steenbeek uit 2009. Het schilderij siert de omslag van deze roman.
Museum Flehite in Amersfoort presenteert tot en met 11 september 2022 de eerste grote overzichtstentoonstelling van de Nederlandse meesterschilder Mathias Withoos. 'Ander Licht op Withoos - Drie Generaties Withoos' welke werd samengesteld door gastconservator Albert Boersma. Hij schreef de gelijknamige grote monografie over zijn leven en werk en dat van zijn acht kinderen.
- Biografisch Portaal: 94414419
- Digitale Bibliotheek voor de Nederlandse Letteren: with012
- Stuttgart Database of Scientific Illustrators 1450–1950: 3274
- Gemeinsame Normdatei: 1064023622
- International Standard Name Identifier: 0000 0000 6993 9607
- Library of Congress Control Number: no2019042015
- Nederlandse Thesaurus van Auteursnamen: 101405804
- RKD-Nederlands Instituut voor Kunstgeschiedenis: 85146
- SNAC: w6qc153x
- Union List of Artist Names: 500000100
- Virtual International Authority File: 95681189
- WorldCat: E39PBJdrDff4QY3fJf7GhrV3cP